# Ottawa District Championships
Die Ottawa District Championships waren im Badminton die Meisterschaften der kanadischen Region Ottawa. Sie wurden seit 1929 ausgetragen und waren damit einer der ältesten Badmintontitelkämpfe in Amerika. Während des Zweiten Weltkrieges pausierten die Meisterschaften. Zeitweise waren die Meisterschaften offen (in der Tabelle mit * markiert), es konnten also auch Teilnehmer aus anderen kanadischen Regionen oder Sportler anderer Länder starten.

## Die Titelträger
| Saison   | Herreneinzel    | Dameneinzel            | Herrendoppel                       | Damendoppel                        | Mixed                             |
| -------- | --------------- | ---------------------- | ---------------------------------- | ---------------------------------- | --------------------------------- |
| 1929/30  | Bev Mitchell    | Ruth Robertson         | William M. Stewart Jack A. Cameron | Ruth Robertson H. F. Wright        | Bev Mitchell Ruth Robertson       |
| 1930/31  | Hugh Robertson  | Ruth Robertson         | William M. Stewart George Goodwin  | Ruth Robertson Margaret Robertson  | Hugh Robertson Margaret Robertson |
| 1931/32  | George Goodwin  | Phyllis Rykert         | William M. Stewart George Goodwin  | K. Stewart Phyllis Rykert          | George Goodwin Marion Charleson   |
| 1932/33  | Bev Mitchell    | Ruth Robertson         | William M. Stewart George Goodwin  | Ruth Robertson Margaret Robertson  | Bev Mitchell Ruth Robertson       |
| 1933/34  | George Goodwin  | Ruth Robertson         | Bev Mitchell George Goodwin        | Ruth Robertson Margaret Robertson  | George Goodwin Margaret Robertson |
| 1934/35  | Jack Belcher    | Ruth Robertson         | Jack Belcher Paul Blais            | Ruth Robertson Margaret Robertson  | Bev Mitchell Ruth Robertson       |
| 1935/36  | Earl O’Halloran | Ruth Robertson         | Jack Belcher Paul Blais            | Isobel Bryson Betty Snell          | Jack Belcher Lenora Walsh         |
| 1936/37  | Bev Mitchell    | Isobel Bryson          | Bev Mitchell Allan Hammond         | Ruth Robertson Margaret Robertson  | Bev Mitchell Ruth Robertson       |
| 1937/38* | Bev Mitchell    | Isobel Bryson Perodeau | William Bruce Allan Hammond        | Ruth Robertson Margaret Robertson  | Earl O’Halloran Marjorie Devine   |
| 1938/39* | Bev Mitchell    | Isobel Bryson Perodeau | William Bruce Allan Hammond        | Ruth Robertson Margaret Robertson  | Wendall Williams Beverly Bonney   |
| 1939/40* | Bev Mitchell    | Isobel Bryson Perodeau | Gord Morgan Larry Purvis           | Isobel Bryson Perodeau Betty Snell | Larry Purvis Betty Snell          |
| 1940/41* | Gord Morgan     | Margaret Robertson     | William Bruce Allan Hammond        | Margaret Robertson Betty Snell     | Allan Harris Betty Snell          |
| 1954/55* | Dave Waddell    | Edith Hayman           | Dave Waddell Ralph Wintle          | Edith Hayman Betty Morrison        | Bruce Silver Edith Hayman         |
| 1955/56* | Ralph Wintle    | Edith Hayman           | Jim Millen Harold McGregor         | Edith Hayman Betty Morrison        | Bruce Silver Edith Hayman         |
| 1956/57* | Ken Smith       | Edith Hayman           | Bob Gallagher Gary Tighe           | Maureen Charleton Nan Stenenson    | Bruce Silver Edith Hayman         |
| 1957/58* | Jim Mullen      | Edith Hayman           | Al Phillips George Liddiard        | Doreen Reddock Lil Beamish         | Bruce Silver Edith Hayman         |
| 1958/59* | Jim Mullen      | Aueliegh Ransom        | Al Phillips George Liddiard        | Mary Armitage Aveliegh Ransom      | George Long Doreen Reddock        |
| 1959/60* | keine Daten     | Doreen Reddock         | Al Phillips George Liddiard        | Doreen Reddock Lorna Rice          | George Liddiard Maureen Morgan    |
| 1960/61* | Jim Mullen      | Edith Hayman           | Al Phillips George Liddiard        | Doreen Reddock Kay Hopkins         | Al Phillips Mary Armitage         |
| 1961/62* | Jim Mullen      | Edith Hayman           | Al Phillips George Liddiard        | Doreen Reddock Kay Hopkins         | Dave Waddell Edith Hayman         |
| 1962/63* | Ralph Wintle    | Edith Hayman           | Al Phillips George Liddiard        | Edith Hayman Aveliegh Ransom       | George Liddiard Maureen Morgan    |
| 1963/64* | Siak Lee        | G. McKeown             | Al Phillips George Liddiard        | Edith Hayman Barb O’Brien          | George Liddiard Maureen Morgan    |
| 1964/65* | J. Joannisse    | Barb O’Brien           | John Holehouse Ed Yablonski        | Edith Hayman Barb O’Brien          | John Pike G. McKeown              |
| 1965/66* | Charlie Publow  | Barb O’Brien           | George Long J. Peters              | Edith Hayman Barb O’Brien          | George Liddiard Maureen Morgan    |
| 1966/67* | C. Y. Teh       | Barb O’Brien           | Jean-Pierre Hardy Gaston Frechette | Edith Hayman Barb O’Brien          | Gaston Frechette Yolande Denis    |
| 1967/68* | Michel Laprise  | Marg Thom              | J. C. Methot C. Dore               | Claire Bowyer Marg Thom            | C. Long M. Long                   |
| 1968/69  | Ralph Wintle    | Sue Madden             | Al Phillips George Liddiard        | Claire Bowyer Marg Thom            | Phil McManus Marg Thom            |
| 1969/70  | Bob Driscoll    | Barb Muhlig            | Phil McManus John Pike             | Claire Bowyer Marg Thom            | Phil McManus Marg Thom            |
| 1970/71  | Phil McManus    | Rosanne Lyne           | Phil McManus Alan Baird            | Claire Bowyer Marg Thom            | Alan Baird Claire Bowyer          |
| 1971/72  | John Czich      | Lynn Goudie            | John Czich Brian Yorga             | Claire Bowyer Marg Thom            | John Czich Lynn Goudie            |
| 1972/73  | Ian Bishop      | Lynn Goudie            | Paul Conway Alan Baird             | Claire Bowyer Marg Thom            | Geoff Holland Lorna Guttormson    |
| 1973/74  | keine Daten     | Susan Garceau          | Bob Driscoll Bob MacDougall        | Claire Bowyer Marg Thom            | Bob MacDougall Marg Thom          |
| 1974/75  | Alan Baird      | Sally Gadd             | Ian Bishop Alan Bishop             | Claire Bowyer Marg Thom            | Bob MacDougall Marg Thom          |
| 1975/76  | John Seto       | Lynn Goudie            | Colin Bobell Alan Baird            | Jean Folinsbee Lynn Goudie         | John Seto Lynn Goudie             |
| 1976/77  | Alan Baird      | Barb O’Brien           | Dhan Khare Bob MacDougall          | Barb O’Brien Lynn Goudie           | Bob MacDougall Barb O’Brien       |
| 1977/78  | Bob MacDougall  | Sally Gadd             | Tom Quinn John Seto                | June March Sally Gadd              | Ian Bishop Barb O’Brien           |
| 1978/79  | Ian Bishop      | Sally Gadd             | Tom Quin John Seto                 | June March Sally Gadd              | Ian Bishop Barb O’Brien           |
| 1979/80  | Dan Wintle      | Ellen Connelly         | Ian Bishop Bob MacDougall          | June March Sally Gadd              | Ian Bishop Barb O’Brien           |
| 1980/81  | Ian Garland     | Danielle Gallichand    | Tom Quinn Ian Garland              | Ellen Connelly Danielle Gallichand | Ian Bishop Ellen Connelly         |
| 1981/82  | Tom Quinn       | Margo Quinn            | Tom Quinn Dominic Soong            | June Saunders Sally Gadd           | Dominic Soong Margo Quinn         |
| 1982/83  | Dan Wintle      | Danielle Galichand     | Tom Quinn Dominic Soong            | June Saunders Sally Gadd           | Dominic Soong Margo Quinn         |
| 1983/84  | Dan Wintle      | Sue Heatherington      | Dan Wintle Dominic Soong           | Sue Heatherington Barb O’Brien     | Bob MacDougall June Saunders      |
| 1984/85  | John Czich      | Suneeta Khare          | Vivek Mehta Dominic Soong          | Danielle Gallichand Margo Quinn    | Dominic Soong Diana Addison       |
| 1985/86  | Jean Cheng      | Jana Kriz              | Tom Quinn Bruce Miller             | Danielle Gallichand Margo Quinn    | Dominic Soong Diana Addison       |
| 1986/87  | Jean Cheng      | Jana Kriz              | Jean Cheng Mike Robertson          | Lynn Plummer Lorraine Lemyre       | Dominic Soong Debbie Denyert      |
| 1987/88  | Chris Dorey     | nicht ausgetragen      | Etienne Lalonde Dominic Soong      | Jana Kriz Jan Matheson             | Rick Dorush Jana Kriz             |
| 1988/89  | Chris Dorey     | nicht ausgetragen      | Mike Levasseur Mike Robertson      | Lynn Plummer Lorraine Lemyre       | Chris Dorey Suneeta Khare         |
| 1989/90  | John Czich      | Terry Gama-Pinto       | Mike Levasseur Ian Garland         | Anne Khare Suneeta Khare           | keine Daten                       |